# 马伦比
马伦比是巴西巴拉那州的一个市镇。总面积208.47平方公里，总人口4200人，人口密度20.1人/平方公里。